# Jordan Poole

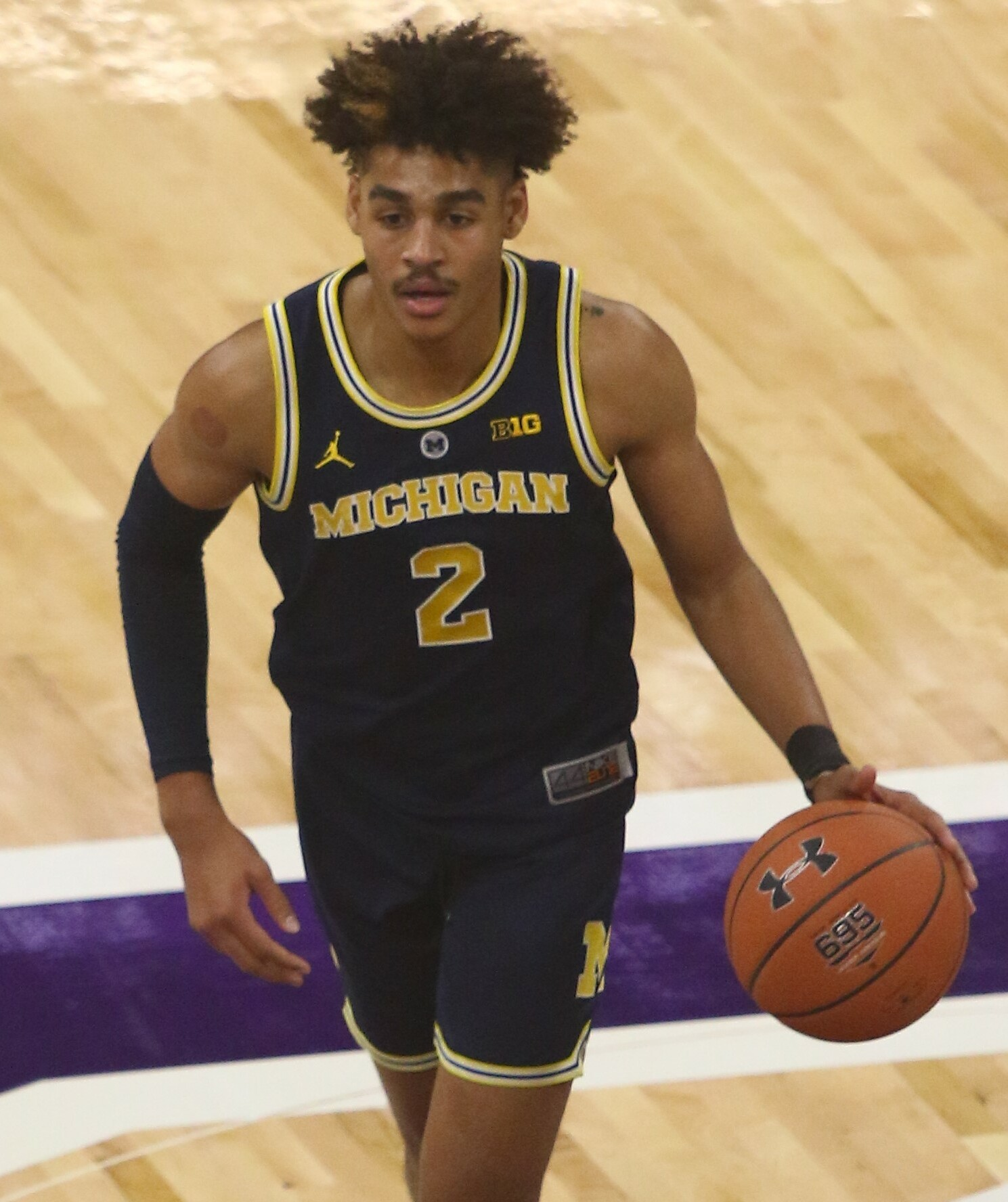
Jordan Poole, 2018.

Jordan Anthony Poole, född 19 juni 1999 i Milwaukee i Wisconsin, är en amerikansk professionell basketspelare (SG/PG) som spelar för New Orleans Pelicans i National Basketball Association (NBA). Han har tidigare spelat för Golden State Warriors och Washington Wizards.
Poole var med och vinna NBA-mästerskapet, tillsammans med Golden State Warriors, för säsongen 2021–2022.
Han draftades av Golden State Warriors i första rundan i 2019 års draft som 28:e spelare totalt.
Innan Poole blev proffs studerade han vid University of Michigan och spelade för deras idrottsförening Michigan Wolverines.